# Атырау

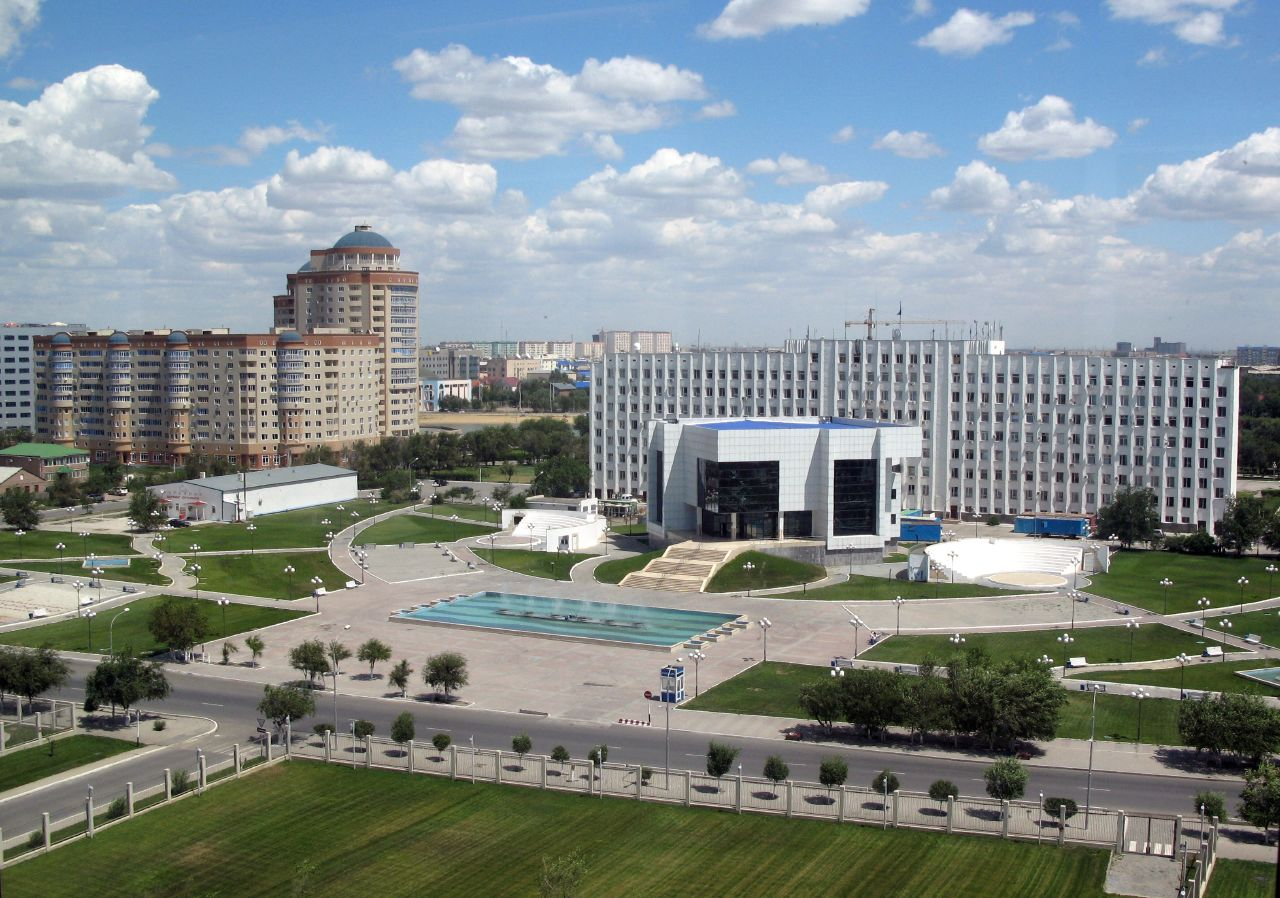
Акимат Атырау

Атыра́у (каз. Атырау / Atyrau МФА: [ɑtɯ'rɑw]о файле; до 1992 года Гу́рьев) — город в европейской части Казахстана, административный центр Атырауской области. Расположен в западной части страны, на берегу реки Урал. Один из крупнейших городов Западного Казахстана. Крупный промышленный, экономический и научно-технический центр региона.

## История

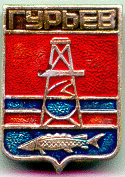
Герб города Гурьева

Волго-Уральская экспедиция АН СССР, возглавляемая Львом Галкиным, в 1974 году выявила, что город существовал ещё на древней Итальянской карте братьев Пиццигани, составленной в 1367 году (г. Лаети). Доказательства о городе Актобе-Жайык были представлены археологическими раскопками проведёнными в 2012 году под руководством учёных Серика Куаныша, Марата Касенова, Айбека Турарулы. Город являлся центром караванной торговли между Поволжьем и Азией (Кара-Киданьское ханство). В 1640 году на этом месте (в устье реки Яика при впадении в Каспийское море) русский купец Михаил Гурьев с братьями построил деревянный острог и учуг и занялись рыболовством в реке Яик.
В то время низовье Яика контролировалось Калмыцким ханством, и промышленникам приходилось платить ему дань. Однако со временем они на месте острога построили каменную Гурьевскую крепость и смогли избавиться от дани. Много хлопот промышленникам приносили казаки: в 1649 году крепость разграбил атаман Кондырев, он отдал учуг казацкой вольнице на семь лет, в городе были расселены стрельцы. В 1667 году город разграблен Касимовым.
В 1668 году город был занят Степаном Разиным. Под стенами Яицкого городка был разбит трёхтысячный отряд астраханского воеводы стольника Якова Ивановича Безобразова. Последний потерял убитыми двух сотников, 51 стрельца и 19 солдат. 44 человека перешли на сторону разинцев.
В 1752 году Гурьев как город промышленников был упразднён и под названием Яицкого городка был присоединён к Яицкому казачьему войску, учуг рыбопромышленников был уничтожен.
В 1769 году в Гурьеве побывал известный путешественник, академик Пётр Паллас.
25 января 1774 года по приказу Емельяна Пугачёва Гурьевскую крепость штурмом взял отряд атамана Овчинникова.
15 января 1775 года императрица Екатерина II, чтобы стереть из памяти народа всякие воспоминания о Пугачёвском восстании, переименовала Яик в реку Урал.
В XIX веке город стал именоваться Гурьевым городком, позднее просто Гурьевым.
В 1810—1815 годах городская крепость упразднена и срыта.
14 октября 1850 года в Гурьеве побывал украинский поэт Тарас Шевченко, отправленный в ссылку в Новопетровское укрепление (полуостров Мангышлак).
С 1865 года город стал центром Гурьевского уезда Уральской области.
Исторически река разделила город на две части: европейскую или самарскую и азиатскую или бухарскую, слабо заселённую прежде. Гурьев строился сначала в основном на Самарской стороне. Там же, по инициативе состоятельных горожан, была выстроена каменная церковь, одно из первых высоких строений старого города. Город был основан на побережье, но теперь находится в отдалении от него — на расстоянии 25-30 км. Здесь были построены первые заводы по переработке нефти и завод нефтяного оборудования, а также крупнейший в республике рыбоконсервный завод. Атырау, а именно Эмбенский нефтеносный район, стал центром нефтедобывающей промышленности Казахстана. В 50 км от города находятся развалины средневекового города Сарайчик (XVI−XVII века).
Купеческие дома такие же, как астраханские. Первый этаж каменный полуподвал, а второй деревянный. Основная масса домов: глинобитные (саманные) мазанки. Первый мост через Урал появился перед войной[какой?]. Он был понтонным, и чтобы провести вверх по реке баржи с грузом, в середине моста отводили секцию на понтонах.
8 января 1914 года вспыхнула забастовка на нефтяном промысле Доссор. Рабочие выдвинули требования по улучшению социально-бытовых условии и увеличению зарплаты. Протест завершился 22 января частичным удовлетворением поставленных условий.
В годы гражданской войны через Гурьев кораблями английских интервентов осуществлялось снабжение отдельной уральской армии.
5 января 1920 года Гурьев заняли части 25-й Чапаевской дивизии Красной Армии под командованием И. И. Бубенца. Белоказачья армия генерала В. Толстова отступила в Форт Александровский. С этого дня в городе устанавливается советская власть. 10 января в городе организована уездная милиция со штатом в 12 милиционеров и 9 технических работников.
В августе 1920 года Гурьев посетил командир роты 25-й Чапаевской дивизии Красной армии Иван Панфилов, а впоследствии командир легендарной 316-й стрелковой дивизии, защищавшей Москву в 1941 году.
В том же году в городе разразилась эпидемия сыпного тифа, которая унесла жизни половины населения города.
В январе 1922 года была открыта первая публичная библиотека с книжным фондом в 1 800 экземпляров книг.
В честь пятой годовщины освобождения города Чапаевской дивизией было решено переименовать Гурьев в Чапаев. Под этим названием город просуществовал с июля по декабрь 1925 года.
1 августа 1925 года Гурьевский здравотдел объявил о бесплатной помощи населения и запретил поборы врачам.
В 1928 году построена первая в городе телефонная станция.
С 1 сентября 1929 года в Гурьеве ввели обязательное всеобщее начальное обучение. В 1930 году в посёлке Балыкши открыта русско-казахская школа, впоследствии средняя школа имени Ломоносова.

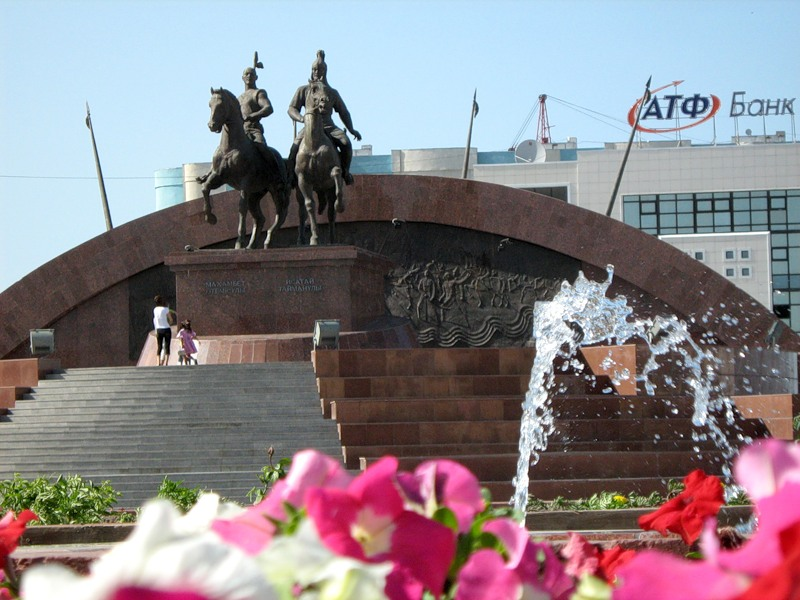
Памятник Исатаю Тайманову и Махамбету Утемисову в Атырау

Гурьев стал расширяться в 1930-х годах со строительством рыбоконсервного комбината и его жилого массива Балыкши.
30 октября 1930 года открыт Гурьевский политехнический техникум (ныне политехнический колледж имени С. Мукашева).
5 февраля 1931 года организовано Гурьевское управление Урало-Каспийского пароходства. Пассажирские суда совершали рейс в Оренбург и Астрахань, поселок Жилая Коса, а также в промыслы Каменный и Камынин.
5 октября 1935 года открыт нефтепровод «Гурьев — Орск».
В 1936 году был открыт Дом пионеров, здание было полностью уничтожено пожаром в середине 1960-х годов.
25 февраля 1937 года решением президиума окрисполкома создан постоянный театр русской драмы при Доме культуры нефтяников. В том же году началась разработка первого генплана города Гурьева. Город решено развивать по бухарской стороне (левобережье) реки Урала в связи со строительством железной дороги Гурьев — Кандагач.
С 15 января 1938 года является областным центром Гурьевской области Казахской ССР.
В 1941 году по городу организован сбор тёплой одежды для бойцов фронта. С 7 июля по 20 ноября 1941 года в Гурьеве работал эвакуационный пункт. Через него прошли 35 420 человек. Часть прибывших подселяли в семьи гурьевчан. 20 июля того же года создан городской фонд обороны, который до конца войны ежедневно пополнялся за счет личных сбережении трудящихся.
14 августа 1942 года прибыл 471-й стрелковый артиллерийский дивизион для защиты нефтехранилищ от фашистских бомбардировок. А уже 23 августа в городе объявлено военное положение. Создан Гурьевский комитет обороны.
В 1941 году во время Великой Отечественной войны проведена эвакуация промышленных предприятий. Так, в январе 1942 года на базе городского механического завода размещены цехи эвакуированного с Украины станкостроительного завода имени Петровского, который выполнял военные заказы.
На бухарской стороне города в 1945 году завершилось строительство нефтеперерабатывающего завода ГНПЗ со своим жилым комплексом Жилгородок.
В 1941 году было организовано всеобщее обязательное обучение горожан военному делу. В 1943 году открыта трёхгодичная школа мореходства, а в 1947 году — двухгодичная школа медсестёр, которая в 1954 году на её базе создано медучилище.
14 июня 1950 года было приято решение об открытии учительского института в Гурьеве (ныне университет имени Досмухамедова).
В январе 1951 года ввелен в строй новое здание хирургической больницы для нефтяников. Впоследствии больница скорой медицинской помощи (БСМП), а ныне областной кардиологический центр. В сентябре открыта первая в городе детская музыкальная школа.
В 1955 году введён в эксплуатацию клуб нефтепроводчиков на Первом участке со зрительным залом вместимостью в 300 человек.
15 января 1959 года в Гурьеве была проведена Всесоюзная перепись населения, по результатам которой население города составило 78 868 человек.
Понтонный мост уже не справлялся с возросшей нагрузкой, и в середине 1960-х годов был построен капитальный железобетонный мост на быках. На середине моста был установлен памятный знак о границе Европы с Азией.
28 января 1963 года введена в эксплуатацию Гурьевская ТЭЦ.
Со строительством железной дороги Гурьев — Астрахань был построен железнодорожный мост через Урал и новый вокзал. Эта дорога дала кратчайший выход с юга Средней Азии и с Мангышлака в европейскую часть страны. Город рос, благоустраивался. Возник новый аэропорт, принимающий современные самолёты.
В 1967 году решением городского совета площади перед кинотеатром «Юность» присвоено название Площадь имени 50 лет Октября. Построен Дом политпросвещения на улице Ленина (ныне здание Дома науки).
В 1970 году город на четыре месяца закрыли на карантин из-за эпидемии холеры.
До 1973 года, а также в 1988—1990 годах Гурьев был центром Гурьевской области. На юге граница с Туркменией пролегала по заливу Кара-Богаз-Гол. На востоке Гурьевская область граничила с Узбекистаном (Каракалпакия) и Актюбинской областью, на севере с Уральской областью, а на западе с Астраханской областью. С началом освоения природных богатств Мангышлака (нефть, газ, урановая руда) и строительством города Шевченко (ныне Актау) область была разделена на Гурьевскую и Мангышлакскую.
Многие исторические вехи и события, свидетелями которых был город, запечатлены в названиях его улиц. Здесь несколько раз проходил со своими казаками Степан Разин, бывал Емельян Пугачев. Соответственно есть улицы Разина, Пугачева, проспект Абая, названный в честь известного просветителя казахского народа Абая Кунанбаева, улица Мухтара Ауэзова, написавшего книгу о нём, улица Чокана Валиханова.
4 октября 1991 года Гурьевский городской совет народных депутатов в своём решении обратился в парламент Казахстана с предложением о переименовании города в Атырау, 21 февраля 1992 года Верховный Совет Республики Казахстан принял соответствующее постановление о переименовании города.
В 1999 году широко отмечалось 100-летие казахстанской нефти, город Атырау с подачи президента Назарбаева в прессе стали называть «нефтяной столицей» Казахстана.
В 2025 году Советом Глав государств СНГ Атырау присвоено почётное звание почётное звание Содружества Независимых Государств «Город трудовой славы. 1941–1945 гг.».

## Этимология
- Мурзаев Э. М. Словарь народных географических терминов. 1984 г.

Разветвляющееся побережье большого озера или моря, на котором появились залив и острова, устья рек и мысы. Северо-восточное побережье Каспийского моря, включая его алып, местные жители до сих пор называют Атырау.
- А. Нурмаганбетов

Слово атырау, ранее означающее «остров», также ухватывается за понятие слова сага — «устье реки», и это закономерно. Какая бы ни была река. На месте впадения в океан или в море устье её разветвляется, и между каждым ответвлением появляются сухие места. Мы думаем, что именно это является основной причиной совместного употребления атырау совместно с «устьем реки».
- Экологический казахско-русский словарь. 2001 г.

Атырау — урочище, камышовая отмель в устье Урала.

## География

### Климат
Климат города классифицируется как семиаридный с жарким, долгим и сухим летом и холодной, короткой зимой. Средняя температура самого холодного месяца-января равна −6,4 °C, а самого жаркого месяца-июля равна +27,4 °C. Среднегодовое количество осадков около 190 мм.
- Среднегодовая температура: +10,4 C°
- Среднегодовая скорость ветра: 4,1 м/с
- Среднегодовая влажность воздуха: 64 %

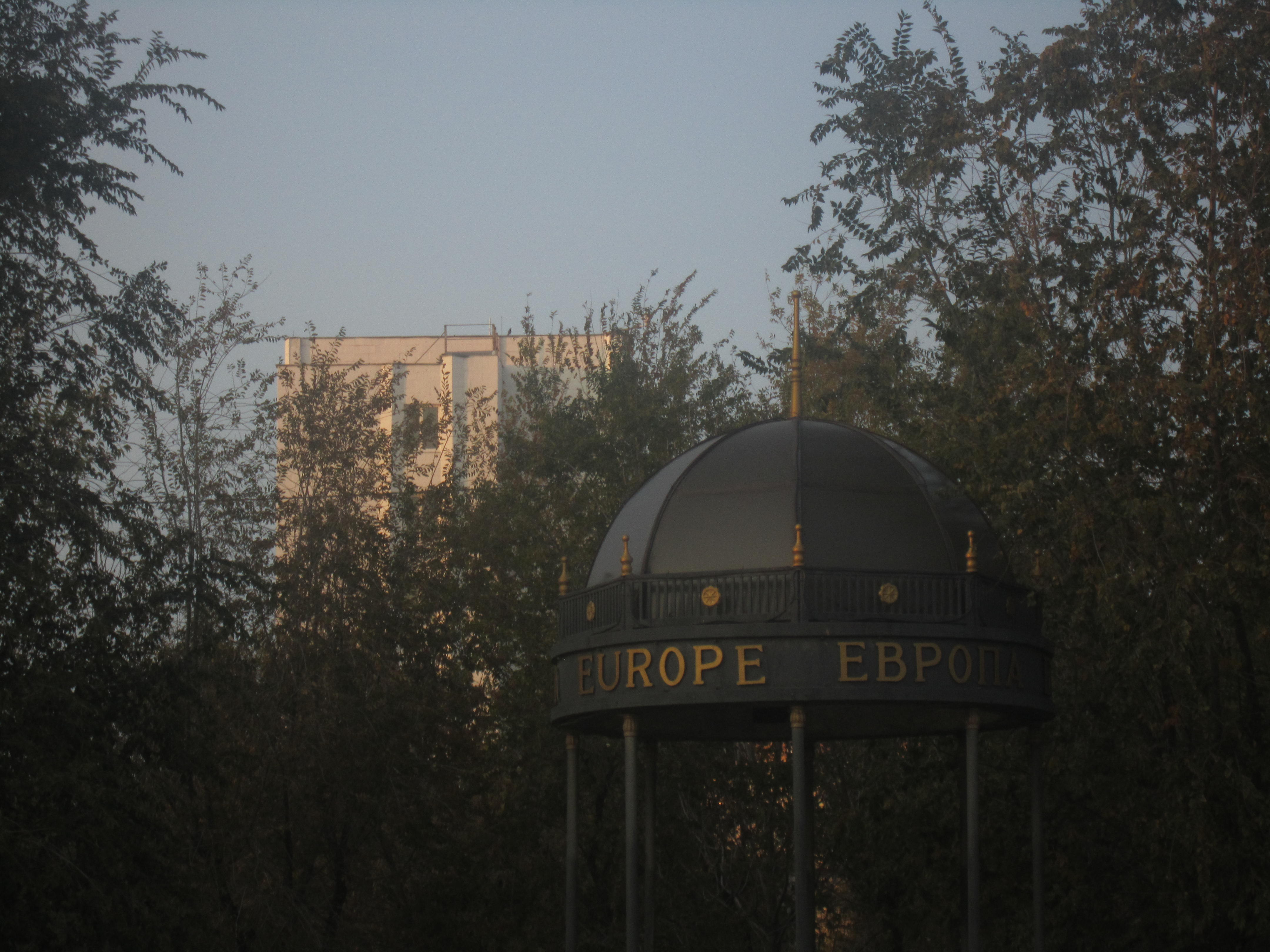
Обозначение европейской стороны на правом берегу реки Урал

| Показатель                                                              | Янв.  | Фев.  | Март  | Апр.  | Май  | Июнь | Июль | Авг. | Сен. | Окт.  | Нояб. | Дек.  | Год   |
| ----------------------------------------------------------------------- | ----- | ----- | ----- | ----- | ---- | ---- | ---- | ---- | ---- | ----- | ----- | ----- | ----- |
| Абсолютный максимум, °C                                                 | 10,5  | 15,0  | 26,3  | 34,5  | 38,9 | 42,8 | 42,7 | 44,6 | 40,1 | 29,6  | 20,0  | 11,9  | 44,6  |
| Средний суточный максимум, °C                                           | −3    | −1,3  | 6,8   | 17,3  | 25,3 | 31,3 | 33,7 | 32,2 | 24,7 | 15,6  | 5,3   | −1,2  | 15,6  |
| Средняя температура, °C                                                 | −6,4  | −5,6  | 1,9   | 11,6  | 19,4 | 25,1 | 27,4 | 25,6 | 18,4 | 10,2  | 1,5   | −4,2  | 10,4  |
| Средний суточный минимум, °C                                            | −9,3  | −9    | −2,1  | 6,5   | 13,7 | 18,8 | 21,0 | 19,2 | 12,7 | 5,5   | −1,6  | −7    | 5,7   |
| Абсолютный минимум, °C                                                  | −37,9 | −37,4 | −32,3 | −12,3 | −2,3 | 2,3  | 8,1  | 4,8  | −5,7 | −15,7 | −29,8 | −35,8 | −37,9 |
| Среднее число дней с осадками                                           | 17    | 12    | 11    | 9     | 9    | 7    | 6    | 6    | 5    | 8     | 13    | 15    | 118   |
| Норма осадков, мм                                                       | 16    | 12    | 16    | 17    | 28   | 17   | 12   | 10   | 9    | 18    | 16    | 16    | 186   |
| Средняя влажность, %                                                    | 84    | 80    | 74    | 58    | 50   | 45   | 45   | 46   | 52   | 64    | 80    | 84    | 64    |
| Средняя скорость ветра, м/с                                             | 4,3   | 4,8   | 4,7   | 4,8   | 4,3  | 4,1  | 3,6  | 3,5  | 3,8  | 3,8   | 4,0   | 4,0   | 4,1   |
| Источник: Погода и климат. pogoda.ru.net. Дата обращения: 16 июня 2023. |       |       |       |       |      |      |      |      |      |       |       |       |       |

### Граница между Азией и Европой
В советской науке принято было проводить границу между Европой и Азией по Мугоджарам до истоков реки Эмба, далее по ней до Каспийского моря. Ранее (до конца 1950-х годов) границу Европы в пределах Казахстана проводили по руслу реки Урал.
В апреле-мае 2010 года экспедиция Русского географического общества пришла к выводу о том, что границу Европы следовало бы проводить по Мугоджарам, по краю Прикаспийской низменности, там, где заканчивается Восточно-Европейская равнина и проходят западные уступы плато Устюрт, то есть ещё южнее, чем сейчас принято считать. До настоящего времени мнение группы учёных из РГО не прошло оценки Международного географического союза.
Таким образом, Атырауская область Казахстана, при использовании традиционной границы разделения Азии и Европы, почти целиком находится в Европе.

## Население
На начало 2023 года, население города 317 897 человек.
Национальный состав в городской администрации Атырау(на начало 2021 года):
- казахи — 357 555 чел. (89,02 %)
- русские — 27 447 чел. (8,83 %)
- корейцы — 3597 чел. (0,90 %)
- татары — 2755 чел. (0,69 %)
- украинцы — 1505 чел. (0,37 %)
- каракалпаки — 1002 чел. (0,25 %)
- узбеки — 982 чел. (0,24 %)
- азербайджанцы — 789 чел. (0,20 %)
- немцы — 711 чел. (0,18 %)
- болгары — 444 чел. (0,11 %)
- турки — 448 чел. (0,11 %)
- белорусы — 426 чел. (0,11 %)
- армяне — 409 чел. (0,10 %)
- другие — 3599 чел. (0,90 %)

Всего 401 669 чел.
| Численность населения | Численность населения | Численность населения | Численность населения | Численность населения | Численность населения | Численность населения | Численность населения | Численность населения | Численность населения |
| 1897                  | 1959                  | 1969                  | 1979                  | 1989                  | 1991                  | 1999                  | 2004                  | 2005                  | 2006                  |
| --------------------- | --------------------- | --------------------- | --------------------- | --------------------- | --------------------- | --------------------- | --------------------- | --------------------- | --------------------- |
| 9322                  | ↗78 143               | ↗114 277              | ↗130 916              | ↗149 261              | ↗152 500              | ↘142 497              | ↗145 100              | ↗147 442              | ↗152 294              |
| 2007                  | 2008                  | 2009                  | 2010                  | 2011                  | 2012                  | 2013                  | 2014                  | 2015                  | 2016                  |
| ↗155 173              | ↗161 223              | ↗165 387              | ↗171 900              | ↗176 937              | ↗182 866              | ↗189 211              | ↗195 674              | ↗217 866              | ↗218 312              |
| 2017                  | 2018                  | 2019                  | 2020                  | 2023                  |                       |                       |                       |                       |                       |
| ↗236 414              | ↗237 285              | ↗269 720              | ↗290 700              | ↗401 669              |                       |                       |                       |                       |                       |

## Административное деление
По состоянию на ноябрь 2022 года состоит из 6 сельских округов:
1. Алмалинский сельский округ (с. Алмалы, с. Береке)
2. Атырауский сельский округ (с. Кызыл балык, с. Жанаталап, с. Курмангазы, жилой массив «Зарослый»)
3. Дамбинский сельский округ (с. Дамба, с. Амангельды)
4. Еркинкалинский сельский округ (с. Еркинкала, с. Ракуша, жилой массив «Балауса»)
5. Каиршахтинский сельский округ (с. Томарлы, с. Талкайран, с. Бесикты, с. Акжар, с. Аксай, жилые массивы «Коктем», «Жулдыз», «АНПЗ»)
6. Кенузекский сельский округ (с. Таскала, жилые массивы «Орлеу», «Кайнар»)

## Экономика
Атырау — динамично развивающийся город. Атырау носит неофициальное название «Нефтяная столица». Большая часть экономики завязана на нефть.
Крупнейшее нефтедобывающее предприятие:
- Атырауский нефтеперерабатывающий завод.
- Тенгизшевройл.
- Атырауская ТЭЦ.
- НКОК Н.В
- АО «Эмбамунайгаз».
- Шеврон Мунайгаз Инк

Помимо нефтяной отрасли Атырау развивается и в других направлениях.
Сельское хозяйство
В плане сельского хозяйства, хорошо развиты животноводство и рыболовство.
Машиностроение
- Атырауский вагоностроительный завод[21].
- Промышленно-производственный комплекс (ППК) «Махамбет», в состав которого входит вагоно-колесная мастерская, вагонно-ремонтное предприятие и пункт промывки вагонов (цистерн)[21].

## Транспорт
В настоящее время в Атырау развиты все виды транспорта.
Общественный транспорт. В городе работает пять компаний по перевозке пассажиров. Самые крупные из них — ТОО «Akzhayik Avtopark», ТОО «Atyrau Avtopark», TOO «Algabus». Маршрутная сеть на 2025 год — 32 маршрута (250 автобусов). Общественный транспорт использует систему GPS-мониторинга, которая в режиме онлайн предоставляет информацию о маршрутах городского общественного транспорта, остановках и текущем состоянии транспорта. Через приложение «Avtobys» граждане могут узнать о прибытии автобусов на остановке.
При участии социально-предпринимательской корпорации «Атырау» создан автобусный парк «Atyrau-Avtopark», в котором приобретено 65 новых автобусов из города Семея. В 2020 году ТОО «Ак Жайык Автопарк» получило 160 новых автобусов использующих в качестве топлива метан. С 2021 года количество автобусов планируют увеличить со 140 до 250. 220 автобусов этой линейки полностью адаптированы для нужд граждан с ограниченными возможностями. Стоимость проезда на апрель 2025 года — 80 тенге с карточкой «Smart Qala», 150 тенге наличными.
До 1999 года в городе ходил троллейбус, однако 29 апреля 1999 года его движение упразднили. Планировали запустить, но это так и не было реализовано.
Железнодорожный транспорт. С железнодорожного вокзала через Атырау 24 поезда по 13 маршрутам доставят пассажиров. Железная дорога соединяет Атырау с крупными городами Казахстана, такими как Алматы, Актобе, Астана, а также с городами России (Москва, Саратов, Волгоград, Астрахань), Таджикистана (Куляб, Худжанд, Душанбе) и столицей Узбекистана Ташкентом.
Воздушный транспорт. Полеты осуществляться из аэропорта Атырау им. Х. Доспановой по следующим направлениям:

## Мосты

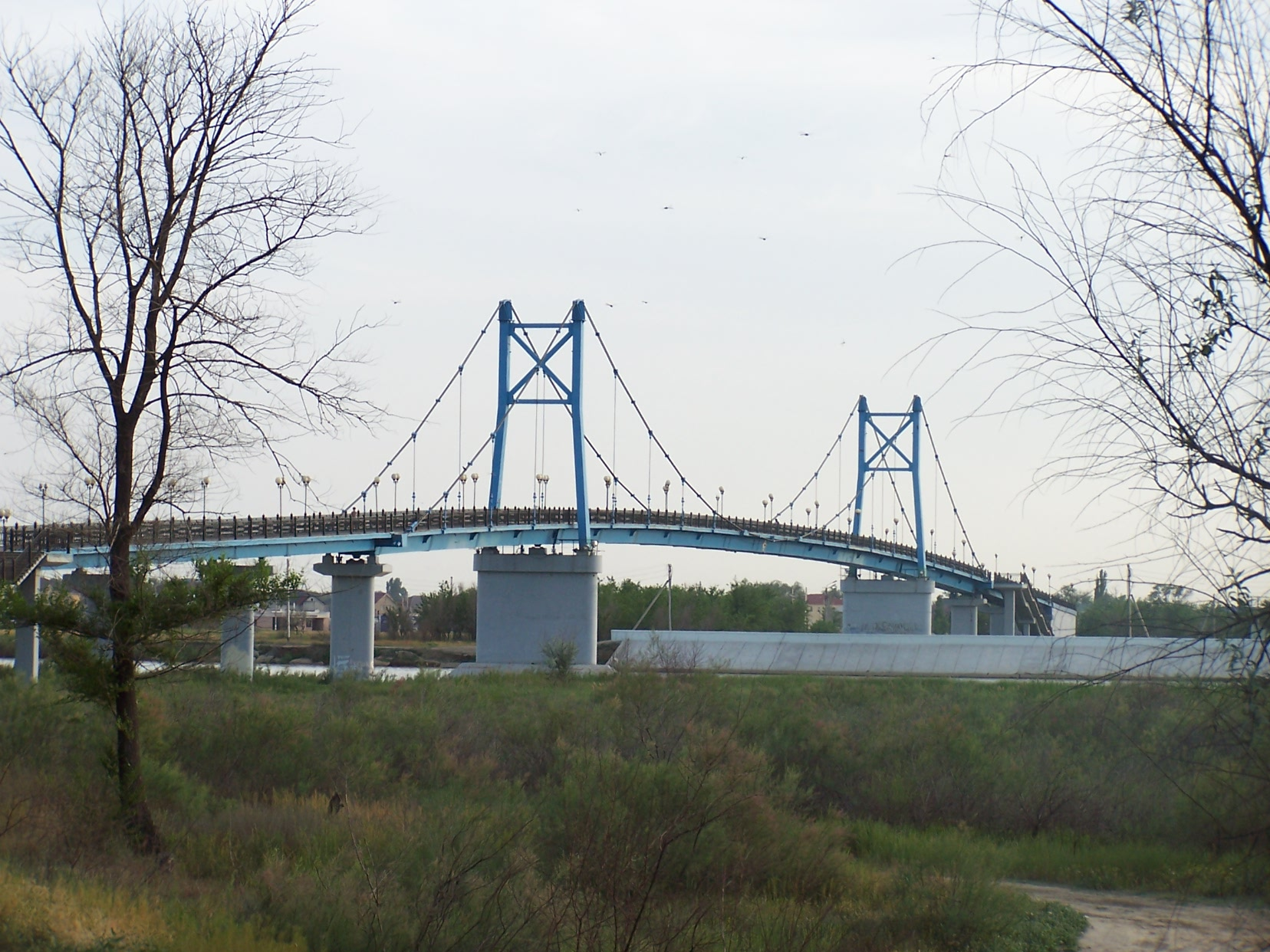
Пешеходный мост «10 лет Независимости».

28 августа 1965 года был построен и сдан в эксплуатацию первый настоящий железобетонный мост в городе, проходящий через реку Урал. Длина моста 259 метров, а высота 10 метров. «Центральный» мост соединяет проспект Сатпаева и улицу Абая. На правом европейском берегу на проспекте Сатпаева к мосту примыкают акимат (мэрия) города и акимат (губернатор) Атырауской области.
В 2001 году был построен подвесной «пешеходный» мост «10 лет независимости» уникальной конструкции. Мост длиной 551 метр занесён в Книгу рекордов Гиннесса, как самый длинный пешеходный мост в мире. С середины моста над Уралом открывается вид на проспект Азаттык (Свобода, бывшая Ленина) и его окрестности.
В 2009 году был открыт «Султан Бейбарс» — четырёхполосной мост пропускной возможностью 5000-7000 автомашин в сутки, протяжённостью 800 м с подъездными путями, длиной 380,74 м и шириной 22 м. Ширина проезжей части составляет 16 м, плюс две пешеходные дорожки по 2,5 м. Мост по проспекту Султан Бейбарс соединяет железнодорожный вокзал (левобережье) и международный аэропорт Атырау на правом берегу.
В том же году был сдан в эксплуатацию и мост «Мунайшы» (Нефтяник), соединивший спальные районы города — Жилгородок и Авангард, с проспекта Ауэзова на улицу Гумарова. Он тоже четырёхполосной, с пропускной способностью 5—7 тысяч автомашин в сутки, общей протяжённостью 693 метра, длиной 483 метра и шириной 17 метров. Ширина проезжей части — 14 метров, по бокам — две пешеходные дорожки шириной 1 метр.
Позже был построен мост, соединяющий улицы Мендыкулова и Махамбета Утемисова. При его строительстве 11 сентября 2009 года обрушился пролёт, похоронив 8 человек.
В южной части города построен «Балыкшинский» мост, соединяющий вошедшие в черту города посёлок Балыкшы и микрорайон «Жумыскер» по улицам Абая Кунанбаева и Сатыбалдиева.
В северной части города в 1985 году был сдан в эксплуатацию объездной мост по проспекту Габбаса Бергалиева, ставшего транзитной магистралью через город на трассе А-27 Актобе — Астрахань.
30 ноября 2018 года открылся давно ожидаемый автомобильный мост в 60 км севернее областного центра через реку Урал, соединивший у села Махамбет две половины Атырауской области. Его протяжённость — 8 километров, благодаря новейшим технологиям он может выдержать нагрузку в 180 тонн и пропускать, минуя Атырау, транзитный транспорт с автодороги Астрахань — Актобе, идущий на восточную сторону реки.

## Культура
В Атырау расположены Атырауский областной казахский драматический театр имени Махамбета Утемисова, филармония имени Нурмухана Жантурина, Дворец культуры имени Курмангазы. Работает оркестр народных инструментов имени Дины Нурпейсовой.
Работает Атырауский областной краеведческий музей, Атырауский областной музей художественного и прикладного искусства им. Ш. Сариева, кинотеатры, парк культуры и отдыха, гостиницы и др.
Единственный в Казахстане палеонтологический музей мезозойской эпохи, расположен в городе Атырау (Жилгородок, просп. Ауэзова, 1)
Запланировано открытие дендропарка в Атырау для отдыха жителей и гостей города. На текущий момент дендрологические парки есть в Щучинске, Шымкенте, в Иссыке.
Свои услуги населению оказывают «Атырауская областная научная универсальная библиотека им. Г. Сланова», Атырауская областная детская библиотека, Областная библиотека для слепых и слабовидящих, № 1,2,3 Атырауская центральная детская библиотеки.
- Областной историко-краеведческий музей (ул. Момышулы, 3)
- Атырауский областной музей художественного и прикладного искусства им Ш. Сариева (просп. Азаттык, 11)
- Областной драматический театр имени Махамбета (ул. Абая, 8А)
- Атырауская областная филармония имени Н. Жантурина (ул. Махамбета, 115)
- Успенская церковь (построена в 1871 году на средства купца Ф. И. Тудакова), памятник архитектуры (просп. Тайманова, 4)[37][38].
- Дом купца Тудакова, ныне ресторан «Урал» (ул. Айтеке-би, 41)
- В окрестностях находятся раскопки городища Актобе, его идентифицируют как Лаэти в генуэзских записях.
- Оркестр национальных инструментов имени Дины Нурпеисовой.
- Город Гурьев упоминается в произведении Паустовского К. Г. «Кара-Бугаз».

## Образование

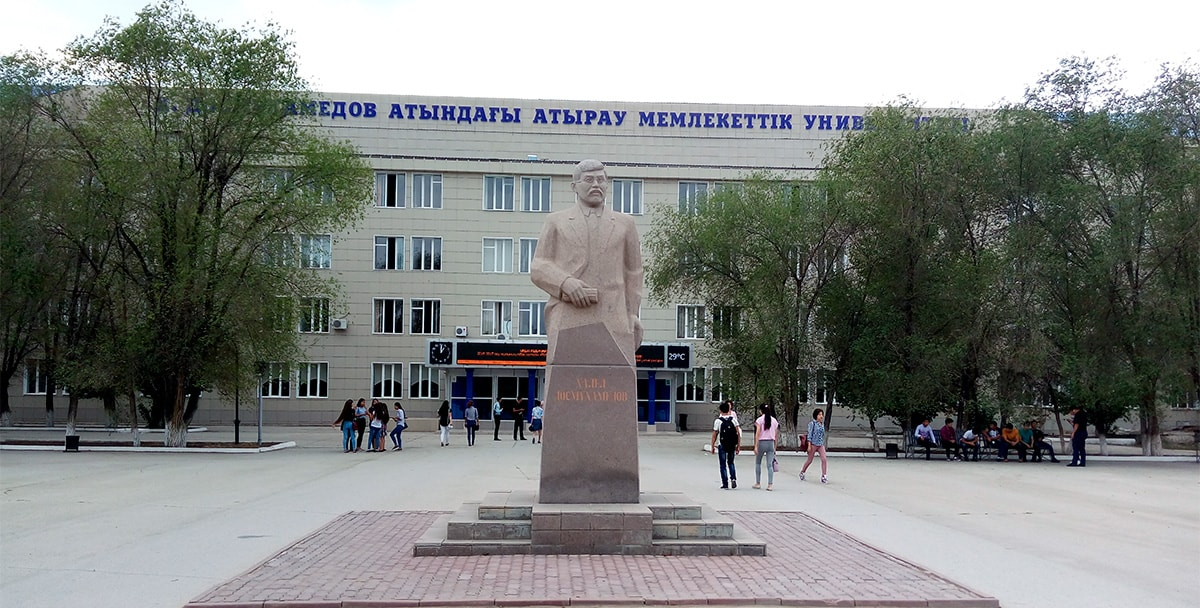
Атырауский университет
имени Х. Досмухамедова

### Высшие учебные заведения
- Атырауский университет имени Халела Досмухамедова
- Атырауский университет нефти и газа имени Сафи Утебаева
- Атырауский инженерно-гуманитарный институт
- Филиал РГУ нефти и газа имени Губкина

### Организации профтехобразования
- Прикаспийский современный высший колледж.
- Атырауский политехнический колледж.
- Атырауский колледж бизнеса и права.
- Атырауский аграрно-технический колледж.
- Колледж Атырауского инженерно-гуманитарного института.
- Атырауский колледж менеджмента и маркетинга.
- Атырауский многопрофильный колледж «Болашак».
- Атырауский медицинский колледж.
- Назарбаевская интеллектуальная школа химико-биологического направления г. Атырау.
- Высший колледж «APEC Petrotechnic»
- Атырауский индустриальный колледж.

### Дошкольное и школьное образование
В Атырау 46 детских сада (подчиняются городскому отделу образования), 63 общеобразовательные школы (31 школа с казахским языком обучения, две школы с русским языком обучения, 30 школ с смешанным обучением), восемь школ-интернатов, восемь школ-лицеев, один лицей-интернат, девять гимназий, имеются спортивные и музыкальные школы.
- Областной лицей имени Ж. Досмухамбетова
- Специализированная школа гимназия № 30 для одарённых детей с обучением на трёх языках
- Школа-лицей «Білім-Инновация»
- Школа-лицей IT
- Школа-лицей № 16 имени Ж. Каражигитова
- Школа-лицей № 17
- Атырауская областная национальная гимназия
- Национальная школа-гимназия № 13 имени Д. Байбосынова
- Гимназия с углублённым изучением английского языка
- Лингвистическая школа гимназия № 34
- Школа-гимназия № 20 имени А. Пушкина
- Школа-гимназия № 31
- Школа-гимназия № 35 имени Х. Ергалиева
- Лицей-интернат «Білім-Инновация» для девочек
- Школа № 3
- Назарбаев Интеллектуальная школа химико-биологического направления
- QSI Международная школа Атырау
- Школа № 50 имени Ф. Онгарсыновой
- Школа-гимназия имени Г.Муратбаева (школа № 23)

## Спорт
Мастер спорта по академической гребле А.Круглов принял участие в Олимпийских играх в Токио из Атырау. Боксер Б.Темиров участвовал в Олимпийских играх, мировых и европейских соревнованиях, стал трехкратным чемпионом СССР. Атырауские гребцы Д.Савин, А.Сафарян, С.Сергеев — многократные чемпионы Казахстана. Арман Чильманов стал бронзовым призёром Олимпийских игр 2008 года по тхэквондо в весовой категории 84 кг. Сания Махамбетова неоднократно побеждала на международных и республиканских соревнованиях по самбо и дзюдо.
Футбольная команда «Атырау» — двукратный серебряный призёр чемпионата республики (2001 и 2002 годы), в 2009 году выиграла Кубок Казахстана. Обладатель Кубка Казахстана.
Хоккейный клуб «Бейбарыс» — четырёхкратный чемпион Казахстана (2010/2011, 2011/2012, 2015/2016 и 2018/2019).
Волейбольная команда «Атырау» — чемпион страны 2003, 2006 и 2022 годов, 4-кратный обладатель Кубка Казахстана — 2000, 2009, 2010, 2015 гг.
Баскетбольная команда «Барысы Атырау» — двукратный золотой (2010/2011, 2015—2016 годы) и семикратный серебряный призёр чемпионата Казахстана. (011/2012, 2012/2013, 2013/2014, 2016/2017, 2017/2018, 2018/2019, 2019/2020.
Из спортивных объектов есть Центральный стадион «Мунайшы», рядом спортивный комплекс и плавательный бассейн. В физкультурно-оздоровительном комплексе (ФОК) работают различные спортивные секции. В Атырауском ледовом дворце пройдут игры первенства страны по хоккею. Теннисный центр имеет 4 открытых и 4 закрытых площадки для игры в большой теннис.

## Средства массовой информации

### Радио
- Казахстан-Атырау (5 ТВК) — 99,75 МГц;
- Казахское радио — 101,0 МГц;
- Радио Дача — 101,6 МГц;
- Радио Atyraý — 102,0 МГц;
- Радио Шалқар — 102,8 МГц;
- Love радио Казахстан — 103,6 МГц;
- Радио NS — 104,4 МГц;
- Lux FM — 104,8 МГц;
- Русское радио Азия — 105,2 МГц;
- Ретро FM Казахстан — 105,7 МГц;
- Народное радио — 106,2 МГц;
- Europa Plus Казахстан — 106,8 МГц;
- Жұлдыз FM — 107,20 МГц;
- Авторадио Казахстан — 107,7 МГц.

### Телевидение
- Каналы цифрового эфирного телевидения: «Qazaqstan», «Хабар», «24KZ», «Balapan», «Ел Арна», «Jibek Joly», «Abai TV», «Первый канал Евразия», «ATYRAU», «QAZSPORT», «МИР», «МИР 24», «ASTANA TV», «КТК», «НТК», «Седьмой канал», «31 канал», «Alatau», «Almaty», «Atameken Business», «ТДК-42», «Sport+ Qazaqstan», «Caspian News».
- Кабельное телевидение представлено компаниями «Digital TV» и «ТБС». Также есть прием сигнала казахстанского спутникового телевидения «Отау ТВ», «Alma TV», и российского «Триколор ТВ».
- На апрель 2025 года работают корпункты 7 республиканских телеканалов: «Qazaqstan», «Хабар», «Астана», «КТК», «31 канал», «ТДК-42», «Atameken Business Channel».

### Газеты и журналы
- Областная общественно-политическая газета «Атырау» (на казахском языке, выходит 1 раз в неделю по четвергам)
- Областная общественно-политическая газета «Прикаспийская коммуна» (выходит 1 раз в неделю по четвергам)
- Общественно-политическая газета «Сахара» (выходит 2 раза в месяц)
- Газета «Ұстаздық еңбек»
- Газета «Энергетик Прикаспия»
- Газета «Новатор» Атырауского нефтеперерабатывающего завода
- Газета «Университет» Атырауского университета им. Досмухамедова
- Газета «Былина»
- Журнал «Мерейлі мекен»
- Журнал «Сарайшык»

### Газеты, прекратившие издания
- Еженедельная рекламная газета «АИСТ» (последнее упоминание в 2003 году)
- Еженедельная газета «Готовые решения» (последнее упоминание в 2014 году)
- Еженедельная общественная газета «Мұнайлы Астана» (выходило с 2014 по 2018 год)
- Еженедельная газета «Туран»
- Еженедельная рекламная газета «Новое дело» (сентябрь 2006—2014)
- Еженедельная газета «Квартал»
- Газета «West Kazakhstan Today» (на английском языке 2012—2013 гг)
- Газета «Городской парк» (последний выпуск вышел 28 декабря 2017 года)
- Газета «Мегаполис»
- Газета «Алтын аймақ»
- Газета «Алтын ғасыр-Золотой век»
- Газета «Ақ Жайық» (последний выпуск вышел 26 декабря 2024 года)